# In Bed
In Bed (Originaltitel: Ke’elu En Machar, hebräisch für „Denn es gibt kein Morgen“) ist ein Film von Nitzan Gilady, der im November 2022 beim Tallinn Black Nights Film Festival seine internationale Premiere feierte.

## Handlung
Der 28-jährige Guy und seine beste Freundin, die 31-jährige Joy, genießen einen Gay Pride, bis Schüsse die Party jäh beenden. Sie flüchten vom Tatort und bringen sich bei Guy zuhause in Sicherheit. Sie nehmen einen anderen Pride-Besucher namens Dan mit. Während sich der Schütze noch immer auf der Flucht befindet, verbringen sie eine Nacht voller Sex, Drogen und Paranoia.

## Produktion

### Filmstab und Besetzung

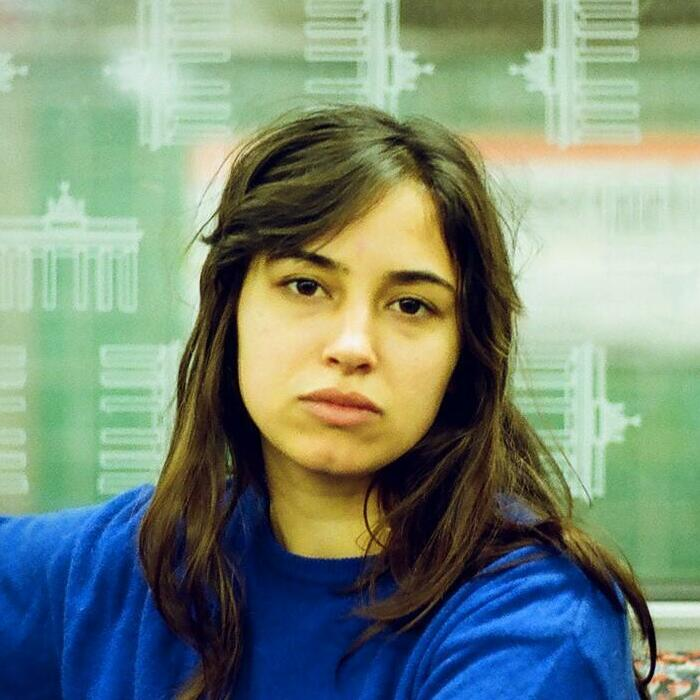
Moran Rosenblatt spielt Joy

Regie führte Nitzan Gilady, der auch das Drehbuch schrieb. Der israelische Filmregisseur war zuvor für Dokumentarfilme und Fernsehserien tätig, auch als Drehbuchautor und Produzent. Sein erster Spielfilm The Wedding Doll kam im Dezember 2015 in die israelischen Kinos.
Israel Ogalbo und Moran Rosenblatt spielen Guy und Joy. Ogalbo wurde durch sein Mitwirken in der Reality-TV-Sendung Survivor Israel bekannt und spielte in der Fernsehserie The Beauty Queen of Jerusalem David Franco. Rosenblatt begann ihre Karriere mit dem Film Lipstikka, der 2011 bei den Internationalen Filmfestspielen in Berlin gezeigt wurde. Dean Miroshnikov spielt Dan, den sie mit zu sich nach Hause nehmen.

### Filmmusik und Veröffentlichung
Die Filmmusik komponierte Offer Nissim, der mit Dana International den Song Diva schrieb, der aus dem Eurovision Song Contest 1998 als Gewinner hervorging.
Die erste Vorstellung erfolgte am 27. Oktober 2022 beim International LGBT Film Festival in Tel Aviv. Die internationale Premiere fand am 22. November 2022 beim Tallinn Black Nights Film Festival statt. Dort wurde der Film im Wettbewerb „Rebels with a Cause“ gezeigt. Die Rechte für Frankreich sicherte sich Optimale Distribution.

## Auszeichnungen
Israeli Film Academy 2022
- Nominierung als Beste Nebendarstellerin (Moran Rosenblatt)
- Nominierung als Bester Nebendarsteller (Dean Miroshnikov)

Tallinn Black Nights Film Festival 2022
- Nominierung im Wettbewerb „Rebels with a Cause“[6]